# Yair Kravitz
Yair Kravitz (in ebraico יאיר קרביץ‎?; Petah Tiqwa, 3 marzo 1999) è un cestista israeliano.

## Palmarès
- Coppa di Israele: 1

Bnei Herzliya: 2022